# Система футбольных лиг США
Система футбольных лиг США представляет собой ряд профессиональных и любительских футбольных лиг, базирующихся, полностью или частично, в Соединённых Штатах. Иногда называемая американской футбольной пирамидой, команды и лиги не связаны системой повышения и понижения, типичной для футбола в других странах. Федерация футбола США (USSF или U.S. Soccer) определяет профессиональные лиги на трёх уровнях, называемых дивизионами, при этом все другие лиги, санкционированные USSF, не имеют официального назначенного уровня или дивизиона.
По практическим и историческим причинам некоторые команды из Бермудских островов, Канады и Пуэрто-Рико (которое ФИФА считает отдельной страной) также могут соревноваться в этих лигах. Однако эти команды не имеют права участвовать в Открытом кубке США и не могут представлять Соединённые Штаты в Кубке чемпионов КОНКАКАФ, поскольку они не входят в U.S. Soccer.

## Структура
Ни одна профессиональная футбольная лига США или Канады не использует систему повышения и понижения в классе. Руководящий орган страны по этому виду спорта, Федерация футбола США, контролирует систему лиг и несёт ответственность за санкционирование профессиональных лиг. Сами лиги несут ответственность за приём и управление отдельными командами. Любительский футбол в Соединённых Штатах регулируется Ассоциацией взрослого футбола США (USASA), единственной любительской футбольной организацией, санкционированной USSF. Автоматическое повышение и понижение между её лигами, как и во многих других системах национальных лиг, рассматривалось Объединённой футбольной лигой, но так и не было реализовано; хотя случаи добровольного повышения и понижения в классе имели место. Некоторые любительские лиги, санкционированные USASA, используют системы повышения и понижения в классе в пределах нескольких уровней своих лиг. Однако никогда не предлагалась система повышения на основе заслуг для «национальных» лиг USASA, NPSL и League Two.
Студенческий футбол в США санкционируется органами, не находящимися под прямым контролем USSF, наиболее важным из которых является Национальная ассоциация студенческого спорта (NCAA).

### Общие стандарты
Стандарты для профессиональных лиг I, II и III дивизионов устанавливаются USSF.
Требования к рынку
Не менее 75 % команд лиги должны базироваться в Соединённых Штатах
Не менее определенного процента команд лиги должны базироваться на рынках с определенным населением
Требования к стадиону
Все стадионы должны иметь контролируемый вход/выход
Все команды должны играть на одобренных ФИФА полях размером не менее 70 ярдов (64 м) на 110 ярдов (100 м)
Минимальная требуемая вместимость стадиона для болельщиков в зависимости от уровня лиги
Каждая команда должна иметь договор аренды на использование своего стадиона в течение как минимум одного полного сезона не позднее определённой даты перед началом каждого сезона
Финансовая жизнеспособность
Минимальный ежегодный залог, который каждая команда должна выплачивать лиге (или федерации), в зависимости от уровня лиги
Каждая группа владельцев должна продемонстрировать способность финансировать свою команду в течение определённого количества лет
Не менее определённого чистого капитала основного владельца каждой команды

## Мужские лиги

### Профессиональные лиги
| Дивизион | Лига                                    | Аббр. | Команды | Первый сезон |
| -------- | --------------------------------------- | ----- | ------- | ------------ |
| I        | Major League Soccer                     | MLS   | 29      | 1996         |
| II       | USL Championship                        | USLC  | 24      | 2011         |
| III      | MLS Next Pro                            | MLSNP | 29      | 2022         |
| III      | National Independent Soccer Association | NISA  | 9       | 2019/2020    |
| III      | USL League One                          | USL1  | 12      | 2019         |

С 1996 года Major League Soccer (MLS) является единственной санкционированной мужской футбольной лигой USSF I Дивизиона в Соединённых Штатах. MLS выросла с 10 команд в 1996 году до 29 команд в 2023 году, а в 2025 году появилась 30-я команда.
Чемпионшип ЮСЛ (USLC) является единственной санкционированной мужской футбольной лигой II Дивизиона. Образованная в 2010 году в результате слияния лиг I (второй по уровню дивизион) и II дивизионов (третий по уровню дивизион) ЮСЛ. Чемпионшип ЮСЛ был санкционирован как III дивизион с 2011 по 2016 год, с 2017 года временно санкционирован как II дивизион и получил полное санкционирование как II дивизион в 2018 году.
Чемпионат USL расширился почти в три раза с момента своего первого сезона в 2011 году, включив 35-ю команду в сезоне 2020 года, при этом лига была разделена на две конференции, Восточную и Западную. После этого сезона, проведённого на фоне пандемии COVID-19, лигу покинули пять команд.
Ранее Дивизион II Североамериканская футбольная лига (NASL) была сформирована в 2009 году, но дебютировала только в 2011 году после спорного сезона 2010 года, когда ни Первый дивизион ЮСЛ, ни NASL не получили санкции от USSF. NASL была санкционирована как II Дивизион с 2011 по 2016 год; после того как заявки на участие в сезоне 2017 года подали только 8 команд, U.S. Soccer предоставила лиге только временную санкцию, поскольку по стандартам требовалось не менее 12 команд. USSF отклонила заявку NASL на сохранение временного статуса II Дивизиона на сезон 2018 года, поскольку лига не представила план того, как она будет соответствовать критериям II Дивизиона. В ответ NASL подала «федеральный антимонопольный иск против Федерации футбола США», пытаясь заставить USSF отказаться от всех обозначений Дивизиона. Из-за продолжающегося судебного разбирательства против U.S. Soccer NASL отложила свой сезон 2018 года на август, а затем полностью отменила его.
В марте 2017 года ЮСЛ объявила, что после санкционирования чемпионата USL в качестве лиги II Дивизиона она создаст новый уровень в своей профессиональной структуре. Лига один ЮСЛ была санкционирована USSF в декабре 2018 года и провела свой первый сезон в 2019 году с 10 командами. С тех пор лига расширилась, включив 12 команд на свой второй сезон в 2020 году, дальнейшее расширение было запланировано до сезона 2021 года, но было отложено из-за COVID-19.
Одна из трёх лиг третьего дивизиона, Национальная независимая футбольная ассоциация (NISA), дебютировала в августе 2019 года с восемью командами. Первоначально лига играла сезон по системе «осень-весна», охватывая два календарных года, но в 2022 году перешла на систему «весна-осень».
В сентябре 2015 года сообщалось, что USSF предлагает добавить требования к отбору для санкционированных футбольных лиг первого дивизиона, в том числе то, что они должны иметь не менее 16 команд, стадионы вместимостью не менее 15 000 человек и не менее 75 % команд должны находиться в городах с населением не менее 2 миллионов человек.
В 2018 году Национальная футбольная премьер-лига (NPSL), общенациональная любительская лига, объявила о намерении создать профессиональное подразделение NPSL Pro. В рамках объявления NPSL инициировала новое соревнование, NPSL Founders Cup, в котором приняли участие 11 команд, которые должны были сформировать новую профессиональную лигу в 2020 году. По состоянию на 2024 год этот проект не был реализован и NPSL остаётся любительской лигой, а NPSL Founders Cup был перезапущен как NPSL Members Cup.

### Полупрофессиональные и любительские лиги
Помимо профессиональных лиг Федерация футбола США санкционировала три другие национальные лиги, и одна из них, Национальная футбольная премьер-лига (NPSL), является частью Ассоциации взрослого футбола США (USASA), которая в свою очередь является членом национальной ассоциации USSF и отвечает за развитие взрослых футбольных лиг и соревнований для игроков старше 19 лет. Вторая лига ЮСЛ (USL 2) — это национальная лига, управляемая USL. Обе признаны на практике как играющие на более высоком уровне, и обе с 2020 года считаются национальными лигами, получающими автоматические места в первом раунде Открытого кубка США на основе результатов лиги предыдущего сезона, а не проходя через местную квалификацию. Объединённая футбольная премьер-лига (UPSL) также признана USSF, но её команды не получают автоматического входа в Открытый кубок через Национальную лигу, а вместо этого проходят через местные квалификационные труниры. Кроме того, клубы в USL2, UPSL и NPSL платят некоторым своим игрокам и более точно описываются как полупрофессиональные лиги.
USL League Two проходит в летние месяцы и имеет возрастные ограничения. Таким образом, пул игроков в основном формируется из игроков студенческих команд NCAA, которые стремятся продолжать играть в футбол высокого уровня во время летних каникул, сохраняя при этом право на поступление в колледж. Национальная футбольная премьер-лига похожа на USL2 и также привлекает лучших талантов-любителей со всех уголков Соединённых Штатов. Однако, в отличие от USL2, NPSL не имеет никаких возрастных ограничений, таким образом, включая как игроков колледжей, так и бывших профессиональных игроков. Объединённая футбольная премьер-лига проводится круглый год с двумя сезонами, один весной и один осенью. В отличие от USL2 и NPSL, UPSL не полагается на игроков колледжей и является национальной лигой с самым разнообразным участием.

### Структура мужских лиг
В таблице ниже показана текущая структура мужских профессиональных футбольных лиг. Для каждого дивизиона указаны его официальное название, название спонсора, количество клубов и конференций/дивизионов. Федерация футбола США устанавливает стандарты для профессиональных лиг, а также определяет уровень дивизиона для каждой лиги.
| Дивизион | Профессиональные лиги, признанные USSF        | Профессиональные лиги, признанные USSF        | Профессиональные лиги, признанные USSF        |
| -------- | --------------------------------------------- | --------------------------------------------- | --------------------------------------------- |
| I        | Major League Soccer 29 клубов — 2 конференции | Major League Soccer 29 клубов — 2 конференции | Major League Soccer 29 клубов — 2 конференции |
| II       | Чемпионшип ЮСЛ 24 клуба — 2 конференции       | Чемпионшип ЮСЛ 24 клуба — 2 конференции       | Чемпионшип ЮСЛ 24 клуба — 2 конференции       |
| III      | MLS Next Pro 29 клубов — 2 конференции        | NISA 9 клубов                                 | USL League One 12 клубов                      |

Система футбольных лиг США определена только до III дивизиона. Некоторые полупрофессиональные лиги называют себя IV дивизионом, однако U.S. Soccer не признаёт за этими лигами никакие уровни, не назначая номера дивизионов и не санкционируя напрямую ничего ниже III дивизиона. Ниже приведён список полупрофессиональных и любительских лиг США.
| Любительские лиги             | Любительские лиги | Любительские лиги                                                                                  | Любительские лиги |
| Географический охват          | Признанные USASA | Не признанные USASA                                                                                |                   |
| ----------------------------- | --- | -------------------------------------------------------------------------------------------------- | ----------------- |
| Национальные лиги             | Национальная футбольная премьер-лига 92 клуба — 4 региона с 14 конференциями                                                                 | Вторая лига ЮСЛ 128 клубов — 4 конференции с 18 дивизионами                                        |                   |
| Национальные лиги             | NISA Nation 21 клуб — 4 региона | Объединённая футбольная премьер-лига Премьер-дивизион (Уровень 1) — 4 конференции с 25 дивизионами |                   |
| Национальные лиги             | Лига клубов 5 клубов | |                   |
| Региональные и локальные лиги | USASA Региональные элитные любительские лиги и премьер-лиги штатов Различные премьер-лиги региональные (штаты) и межрегиональные — 4 региона | Объединённая футбольная премьер-лига Дивизион 1 (Уровень 2) — 4 конференции с 17 дивизионами       |                   |
| Региональные и локальные лиги | USASA Лиги штатов Различные, многие с несколькими уровнями — 54 лиги штатов                                                                  | |                   |

1. 1 2 3  В течение регулярного сезона команды играют с соперниками из других конференций.
2. ↑  Уровни, указанные здесь, являются приблизительными и не обозначены конкретно USSF.
3. 1 2 3 4  Официальные игры между регионами/конференциями/дивизионами проводится только на этапе плей-офф.
4. 1 2  На 2 уровнях UPSL насчитывается более 250 клубов
5. ↑  Старт заланирован на весну 2025 года.
6. ↑  Уровни, указанные здесь, являются приблизительными и не обозначены конкретно USSF.
7. ↑  Некоторые из этих лиг связаны с NISA Nation. Количество уровней варьируется в пределах отдельных лиг.
8. 1 2  Нет официальных соревнований между конференциями/регионами

### Национальные кубковые турниры
- Открытый кубок США — открыт для команд всех любительских и профессиональных лиг, признанных USSF, за исключением профессиональных команд, которые принадлежат или управляются профессиональными командами более высокого уровня.
- Национальный любительский кубок[англ.] USASA — турнир USASA, открытый только для любительских команд из лиг, признанных USASA. Победитель получает право на участие в Открытом кубке США.
- Кубок Хэнка Штейнбрехер — турнир за звание «Чемпионы чемпионов»[22] с участием победителя прошлогоднего розыгрыша кубка, действующим обладателем Национального любительского кубка USASA и действующими победителями лиг NPSL и USL League Two.

## Женские лиги
Первая в США профессиональная женская футбольная лига, Женская объединённая футбольная ассоциация (WUSA), была основана в 2001 году, но приостановила свою деятельность уже в 2003 году. В 2009 году была учреждена Женская профессиональная футбольная ассоциация (WPS), которая закрылась после сезона 2011 года из-за спора с владельцами, после чего фактическим высшим дивизионом женского футбола в США стала Элитная лига WPSL. В ноябре 2012 года Федерация футбола США, Канадская футбольная ассоциация и Мексиканская футбольная федерация объявили о создании Национальной женской футбольной лиги (NWSL), первый сезон которой стартовал в апреле 2013 года. В 2017 году Мексика вышла из NWSL, создав свою собственную женскую лигу.
В течение многих лет существовало две лиги, которые действовали как неофициальный низший дивизион. Объединённая футбольная лига управляла W-лигой с 1995 по 2015 год. Женская футбольная премьер-лига (WPSL) была основана в 1998 году. Почти сразу после распада W-лиги была основана United Women's Soccer (UWS), объединившая команды из W-лиги и WPSL. Затем в начале 2020 года UWS сформировала резервную лигу UWS2 (девушки до 23 лет).
После чемпионата мира по футболу среди женщин 2019 года USL начала изучать идею создания профессиональной лиги, которая напрямую конкурировала бы с NWSL. Эти усилия завершились запуской возрождённой любительской W-лиги, которая стала II дивизионом  Женской независимой футбольной лиги (WISL) управляемой NISA и запланированного III дивизиона под управлением UWS. Любительская USL W League была официально возрождена в июне 2021 года как «предпрофессиональная», а три месяца спустя были объявлены планы по созданию новой Суперлиги ЮСЛ, изначально в статусе II дивизиона в качестве прямого конкурента WISL, причём обе лиги были нацелены на запуск в 2023 году. Позже USL объявила, что вместо этого будет добиваться статуса I дивизиона для Суперлиги, запустив восемь команд в 2024 году и ещё пять команд в 2025 году.
Хотя официального различия между национальными любительскими лигами никогда не было, обычно предполагалось, что W-League была сильнее, чем WPSL. Две команды W-League фактически перешли в первый дивизион — «Баффало Флэш», чемпион W-League 2010 года, в 2011 году, перейдя в WPS стала «Уэстерн Нью-Йорк Флэш» и в первом же сезоне завоевала чемпионский титул, а D.C. United Women в 2012 году стала одним из основателей Национальной женской футбольной лиги, сменив название на Washington Spirit в 2013 году — в то время как ни одна команда WPSL никогда этого не делала. UWS, как духовный преемник W-League, укрепил свой имидж любительской лиги более высокого уровня, привлекая четыре команды, которые были связаны с WPSL Elite.
| Дивизион                                       | Женские профессиональные лиги USSF | Женские профессиональные лиги USSF                                            | Женские профессиональные лиги USSF                           |
| ---------------------------------------------- | --- | ----------------------------------------------------------------------------- | ------------------------------------------------------------ |
| I                                              | Национальная женская футбольная лига (NWSL) 14 клубов                                                                                               | Национальная женская футбольная лига (NWSL) 14 клубов                         | Суперлига ЮСЛ (USLS) 8 клубов                                |
| II                                             | |                                                                               |                                                              |
| III                                            | WPSL PRO (признание ожидается) 10 клубов (план на 2025)                                                                                             | WPSL PRO (признание ожидается) 10 клубов (план на 2025)                       | WPSL PRO (признание ожидается) 10 клубов (план на 2025)      |
| Любительские лиги, не признанные USSF напрямую | |                                                                               |                                                              |
| [ w 1 ]                                        | Присоединились к USASA | Присоединились к USASA                                                        | Принадлежность будет объявлена позже                         |
| [ w 1 ]                                        | United Women's Soccer (UWS) 40 клубов — 3 конференции                                                                                               | Women's Premier Soccer League (WPSL) 142 клуба — 4 региона с 16 конференциями | USL W League (USLW) 81 клуб — 4 конференции с 12 дивизионами |
| [ w 1 ]                                        | United Women's Soccer 2 (UWS2) 19 клубов — 2 конференции                                                                                            | Women's Premier Soccer League (WPSL) 142 клуба — 4 региона с 16 конференциями | USL W League (USLW) 81 клуб — 4 конференции с 12 дивизионами |
| [ w 1 ]                                        | Ассоциация взрослого футбола США (USASA) 55 ассоциаций штатов в 4 регионах См. Список лиг, входящих в USASA Регион I Регион II Регион III Регион IV |                                                                               |                                                              |

1. ↑  Уровни, указанные здесь, являются приблизительными и не обозначены конкретно USSF.

### Национальные кубковые турниры
- Кубок вызова НЖФЛ[англ.] — для команд Национальной женской футбольной лиги.
- Открытый национальный женский кубок[англ.] — для команд WPSL и UWS.
- Национальный женский любительский кубок[англ.] — для всех женских команд, входящих в USASA.

## Индор-соккер
Индор-соккером (футболом в помещении) в США, как и во всей Северной Америке, руководит Панамериканская федерация мини-футбола (англ. Pan-American Minifootball Federation, PAMF), член Всемирной федерации мини-футбола (WMF).
| Лиги/дивизионы                             |
| Major Arena Soccer League (MASL) 12 клубов |
| Major Arena Soccer League 2 (M2) 16 клубов |
| Major Arena Soccer League 3 (M3) 27 клубов |